# وارائو ایه‌مون
وارائو ایه‌مون (به ژاپنی: 嗤う伊右衛門) نام کتابی رمان نوشته ناتسوهیکو کیوگوکو و فیلمی به کارگردانی یوکیو نیناگاوا است که در سال ۲۰۰۴ اکران شد. از بازیگران آن می‌توان به توشیاکی کاراساوا و کویوکی اشاره کرد.